# Dendrocerus laticeps
Dendrocerus laticeps is een vliesvleugelig insect uit de familie van de Megaspilidae. De wetenschappelijke naam van de soort is voor het eerst geldig gepubliceerd in 1929 door Hedicke.